# نمسیو خیمنس
نمسیو خیمنس (اسپانیایی: Nemesio Jiménez‎؛ زادهٔ ۱۰ فوریهٔ ۱۹۴۶) دوچرخه‌سوار اهل اسپانیا است. وی در  بازی‌های المپیک تابستانی ۱۹۶۸ شرکت کرده است.